# Naveed
Naveed è il primo album degli Our Lady Peace. È stato prodotto da Arnold Lanni. L'album è stato pubblicato il 22 marzo del 1994 dai Sony Records. Naveed diventerà un successo in Canada, vendendo più di 100,000 copie(Certificazione di Platino)alla fine dell'anno. L'album è il più lungo degli altri studio album della band, infatti è di due minuti più lungo della durata media degli altri di 45 minuti. In questo album ci sono 5 singoli pubblicati. Il primo “The Birdman”, introduce la band. Il secondo e il terzo singolo rispettivamente “Starseed” e “Naveed” diventeranno delle hit in Canada. Entrambe diventeranno dei componenti importanti per le performance della band live infatti da quel giorno ogni setlist(lista di canzoni in un concerto) sarà aperta con Naveed e chiusa con Starseed.
Naveed è considerato l'album più crudo e pungente che la band abbia mai fatto. I punti salienti sono quando Raine Maida impiega il suo falsetto estremo, infatti egli passa da massime a minime ottave con variazioni di intensità con facilità. Questo tipo di voce fornisce un condensato di melodia mescolato con la pesantezza degli strumenti.
È noto come recentemente il leader della band abbia promesso che nel nuovo album Burn Burn avremo una musica molto vicina a Naveed un po' più matura.

## Tracce
Musiche di Mike Turner, Raine Maida, Chris Eacrett, Arnold Lanni. Testi di Raine Maida.
1. The Birdman – 5:15
2. Supersatellite – 3:44
3. Hope – 5:15
4. Naveed – 5:51
5. Dirty Walls – 3:46
6. Denied – 5:00
7. Is It Safe? – 3:48
8. Julia – 3:59
9. Under Zenith – 3:45
10. Neon Crossing – 3:11

## Non-album tracks
1. "The Needle and the Damage Done" (Neil Young cover) – pubblicata e importata in Happiness
2. "Home" – mai pubblicata versione live disponibile su internet
3. "Yourself" - mai pubblicata versione live disponibile su internet
4. "Julia" (Live Piano Version) – mai pubblicata versione live disponibile su internet arragiata al piano forte da Sarah Slean
5. "Out of Here" –singolo pubblicato nel 1992 quando ancora la banda si chiamava As If, un video è stato pubblicato su Much Music, studio version disponibile su internet
6. "Sorry" –vecchia versione della canzone di Gravity che contiene parole diverse e esclude il coro